# Wiener Opernarchiv
Wiener Opernarchiv (vormals RISM-Österreich) ist ein österreichischer Forschungsförderungsverein auf Gebieten der österreichischen Musikgeschichte mit Schwerpunkt auf der Geschichte der Wiener Oper.

## Geschichte
Der gemeinnützige und nicht kommerziell tätige Verein wurde im Jahre 2003 gegründet, konstituierte sich im Jahre 2004 und wurde Ende 2012 in „Wiener Opernarchiv“ umbenannt. Er fördert Forschungen auf dem Gebiet der österreichischen Musikgeschichte mit dem Schwerpunkt der Geschichte der Wiener Oper. Die Forschungsergebnisse werden in den „Schriften aus dem Wiener Opernarchiv“, vormals „Veröffentlichungen des rism-österreich“ publiziert.
Im Mittelpunkt der Forschungstätigkeit 2014/15 stehen die Werke von Giuseppe Verdi, Richard Wagner und Richard Strauss in Wien sowie die Geschichte des Wiener Ringtheaters (Komische Oper) und der Wiener Staatsoper von 1938 bis 1945.

## Vorstand
Präsident ist Clemens Jabloner, Vizepräsidenten Clemens Höslinger und Heinrich Tettinek.
Forschungsleiter ist Michael Jahn.

## Projekte

### Oper als internationale Kunstform in Wien
Es wird die Geschichte der Oper in Wien aufgearbeitet, die leitenden Persönlichkeiten und die wichtigsten Künstler werden ebenso behandelt wie das Opernrepertoire, Dekorationswesen und Ballett. Zeitgenössische Rezensionen werden ebenfalls aufgenommen.

## Veröffentlichungen (Auswahl)
- Die Wiener Hofoper von 1794 bis 1810. Tanz und Musik im Burg- und Kärnthnerthortheater. Wien 2011, ISBN 978-3-85450-311-8.
- Die Wiener Hofoper von 1810 bis 1836. Das Kärnthnerthortheater als Hofoper. Wien 2007, ISBN 978-3-85450-286-9.
- Die Wiener Hofoper von 1836 bis 1848. Die Ära Balochino/Merelli. Wien 2004, ISBN 3-85450-148-X.
- Figaro là, Figaro quà. Gedenkschrift Leopold M. Kantner. Wien 2006, ISBN 3-85450-230-3.
- Aus Archiv und Oper. Fünf Jahre rism-österreich 2004–2009. Wien 2009, ISBN 978-3-85450-242-5.
- Schriften zur Wiener Operngeschichte 1-8. Wien 2004–2010
- Wiener historischer Opernführer 1-11. Wien 2009–2010
- Österreichische Musikarchive. Wien 2005–2011
- Jahrbuch des rism-österreich. Wien 2010–2011
- Verdi und Wagner in Wien 1-4. Wien 2012–2015
- Richard Strauss und die Oper in Wien 1. Wien 2014